# Ugo Tognazzi
Ugo Tognazzi, właściwie Ottavio Tognazzi (ur. 23 marca 1922 w Cremonie, zm. 27 października 1990 w Rzymie) – włoski aktor, scenarzysta i reżyser filmowy.
Zmarł w Rzymie w wieku 68 lat z powodu wylewu krwi do mózgu, lecz utrzymują się pogłoski, że przewlekła depresja doprowadziła go do samobójstwa. Pochowany został na cmentarzu w Velletri.
Jego synowie Ricky Tognazzi (ur. 1 maja 1955) i Gianmarco Tognazzi (ur. 11 października 1967) to aktorzy filmowi a córka Maria Sole Tognazzi (ur. 2 maja 1971) została reżyserką. Był także ojcem norweskiego reżysera i producenta filmowego Thomasa Robsahma (ur. 29 kwietnia 1964).

## Nagrody i nominacje
- 1967 – nominacja - Złoty Niedźwiedź – Il fischio al naso (1967)[8]
- 1967 – David di Donatello – Najlepszy aktor - Mężczyzna kochający (L'immorale, 1967)[8]
- 1968 – nominacja - Złoty Glob – Najlepszy aktor - komediowy lub musicalowy - Mężczyzna kochający (L'immorale, 1967)[8]
- 1976 – 21. ceremonia wręczenia nagród David di Donatello – Najlepszy aktor - Moi przyjaciele (Amici miei) i Kaczka w pomarańczach (L'anatra all'arancia)[8]
- 1981 – Złota Palma dla najlepszego aktora – Najlepszy aktor - Tragedia człowieka śmiesznego (La tragedia di un uomo ridicolo, 1981)[8]

## Filmografia

### aktor
- 1951: Una Bruna indiavolata jako Carlo Soldi
- 1959: Powiernik pań jako Cesar
- 1961: Co za radość żyć jako Anarchista
- 1963: Ape Regina jako Alfonso
- 1963: Ro.Go.Pa.G. jako Togni
- 1964: Wspaniały rogacz (Il magnifico cornuto) jako Andrea Artusi
- 1964: Kobieta-małpa jako Antonio Focaccio
- 1968: Barbarella jako Mark Hand
- 1969: Komisarz Pepe (Il Commissario Pepe) jako Antonio Pepe
- 1969: Chlew (Porcile) jako Herdhitze
- 1973: Wielkie żarcie (La Grande bouffe) jako Ugo
- 1975: Moi przyjaciele jako Lello Mascetti
- 1977: Nowe potwory (I Nuovi mostri) jako różne role
- 1978: Klatka szaleńców (La Cage aux folles) jako Renato Baldi
- 1980: Taras (La Terrazza) jako Amedeo
- 1981: Tragedia człowieka śmiesznego[9] jako Primo Spaggiari
- 1987: Ostatnia minuta (Ultimo minuto) jako Walter Ferroni
- 1989: Tolérance jako Marmant
- 1990: Bitwa trzech królów[10] jako Carlo di Palma
- 1991: Rodzinne sekrety (Una famiglia in giallo, TV)

### scenarzysta
- 1976: Rogacz z urojenia (Cattivi pensieri)

### reżyser
- 1961: Il mantenuto
- 1967: II Fischio al naso
- 1968: Sissignore
- 1976: Rogacz z urojenia (Cattivi pensieri)
- 1979: I Viaggiatori della sera